# Premio World Fantasy
Il Premio World Fantasy (World Fantasy Award) è un premio letterario statunitense di letteratura fantastica assegnato annualmente nel corso della World Fantasy Convention, a partire dal 1975.
Il premio è stato descritto come uno dei più prestigiosi riconoscimenti nell'ambito del fantastico, assieme al premio Hugo e al Nebula.

## Categorie
Il premio è assegnato nelle seguenti categorie:
- Romanzo (Novel)
- Romanzo breve (Novella) - lunghezza compresa tra 10.001 e 40.000 parole
- Racconto (Short Fiction) - lunghezza inferiore alle 10.000 parole
- Antologia (Anthology) - raccolta di racconti di diversi autori
- Collezione (Collection) - raccolta di racconti di un singolo autore
- Artista (Artist)
- Premio alla carriera (Life Achievement)
- Premio speciale - professionista (Special Award - Professional)
- Premio speciale - non professionista (Special Award - Non-professional)

## Premio World Fantasy per il miglior romanzo
- 1975: La maga di Eld (The Forgotten Beasts of Eld) di Patricia A. McKillip
  - Tempesta di mezza estate (A Midsummer Tempest) di Poul Anderson
  - Merlin's Ring di Harold Warner Munn
- 1976: Appuntamento nel tempo (Bid Time Return) di Richard Matheson
  - Le notti di Salem (Salem's Lot) di Stephen King
- 1977: Doctor Rat di William Kotzwinkle
  - La bambola che divorò sua madre (The Doll Who Ate His Mother) di Ramsey Campbell
  - Il drago e il George (The Dragon and the George) di Gordon R. Dickson
  - Sui mari del fato (The Sailor on the Seas of Fate) di Michael Moorcock
  - Le gesta di Re Artù e dei suoi nobili cavalieri (The Acts of King Arthur and His Noble Knights) di John Steinbeck
  - La crociata nera (Dark Crusade) di Karl Edward Wagner
- 1978: Nostra signora delle tenebre (Our Lady of Darkness) di Fritz Leiber
  - Le cronache di Thomas Covenant l'incredulo (The Chronicles of Thomas Covenant the Unbeliever) di Stephen R. Donaldson
  - I morti di Oxrun Station (The Hour of the Oxrun Dead) di Charles L. Grant
- 1979: Gloriana (Gloriana) di Michael Moorcock
  - The Black Castle di Les Daniels
  - The Sound of Midnight di Charles L. Grant
  - L'ombra dello scorpione (The Stand) di Stephen King
  - Il signore della notte (Night's Master) di Tanith Lee
- 1980: Watchtower (Watchtower) di Elizabeth A. Lynn
  - The Last Call of Mourning di Charles L. Grant
  - I danzatori di Arun (The Dancers of Arun) di Elizabeth A. Lynn
  - L'arpista del vento (Harpist in the Wind) di Patricia A. McKillip
  - The Dark Bright Water di Patricia Wrightson
  - Il palazzo (The Palace) di Chelsea Quinn Yarbro
- 1981: L'ombra del Torturatore (The Shadow of the Torturer) di Gene Wolfe
  - Firelord di Parke Godwin
  - La nebbia (The Mist) di Stephen King
  - Shadowland di Peter Straub
  - Ariosto di Chelsea Quinn Yarbro
- 1982: Little, Big di John Crowley
  - La setta (The Nameless) di Ramsey Campbell
  - Il mastino della guerra (The War Hound and the World's Pain) di Michael Moorcock
  - The White Hotel di D. M. Thomas
  - L'artiglio del conciliatore (The Claw of the Conciliator) di Gene Wolfe
- 1983: La leggenda di Nifft (Nifft the Lean) di Michael Shea
  - The Nestling di Charles L. Grant
  - Il battello del delirio (Fevre Dream) di George R. R. Martin
  - Phantom di Thomas Tessier
  - La spada del Littore (The Sword of the Lictor) di Gene Wolfe
- 1984: The Dragon Waiting di John M. Ford
  - Pet Sematary (Pet Sematary) di Stephen King
  - The Wandering Unicorn di Manuel Mujica Lainez
  - Tea with the Black Dragon di R. A. MacAvoy
  - The Armageddon Rag di George R. R. Martin
  - Lyonesse (Lyonesse) di Jack Vance
- 1985: La foresta dei Mitago (Mythago Wood) di Robert Holdstock
  - Bridge of Birds di Barry Hughart
  - Archer's Goon di Diana Wynne Jones
  - Il talismano (The Talisman) di Stephen King e Peter Straub
  - Cerimonia di sangue (The Ceremonies) di T. E. D. Klein
- 1986: Il canto di Kali (Song of Kali) di Dan Simmons
  - Gioco dannato (The Damnation Game) di Clive Barker
  - Illywhacker di Peter Carey
  - The Dream Years di Lisa Goldstein
  - Winterking di Paul Hazel
  - Scelti dalle tenebre (The Vampire Lestat) di Anne Rice
- 1987: Il Profumo (Perfume) di Patrick Süskind
  - Talking Man di Terry Bisson
  - La carezza della paura (The Pet) di Charles L. Grant
  - It (It) di Stephen King
  - Strangers (Strangers) di Dean R. Koontz
  - The Tricksters di Margaret Mahy
  - Il soldato della nebbia (Soldier of the Mist) di Gene Wolfe
  - Portrait of Callum McKendrick As A Young African Boy di Edgar Fong
- 1988: Un'altra occasione per vivere (Replay) di Ken Grimwood
  - Il mondo in un tappeto (Weaveworld) di Clive Barker
  - Il settimo figlio (Seventh Son) di Orson Scott Card
  - AEgypt di John Crowley
  - Misery (Misery) di Stephen King
  - Tenebre (Swan Song) di Robert McCammon
  - Mari stregati (On Stranger Tides) di Tim Powers
- 1989: Koko (Koko) di Peter Straub
  - The Last Coin di James P. Blaylock
  - Sleeping in Flame di Jonathan Carroll
  - Fade di Robert Cormier
  - Il silenzio degli innocenti (The Silence of the Lambs) di Thomas Harris
  - Il drive-in (The Drive-In: A “B” Movie with Blood and Popcorn, Made in Texas) di Joe R. Lansdale
- 1990: Madouc (Lyonesse: Madouc) di Jack Vance
  - Il demone di mezzanotte (A Child Across the Sky) di Jonathan Carroll
  - In a Dark Dream di Charles L. Grant
  - Lamia (The Stress of Her Regard) di Tim Powers
  - Danza macabra (Carrion Comfort) di Dan Simmons
  - Il soldato dell'Arete (Soldier of Arete) di Gene Wolfe
- 1991: Nel nome della figlia (Only Begotten Daughter) di James Morrow
  - Thomas the Rhymer di Ellen Kushner
  - Il paese delle due lune (Tigana) di Guy Gavriel Kay
  - Mary Reilly di Valerie Martin
  - Buona Apocalisse a tutti! (Good Omens) di Terry Pratchett e Neil Gaiman
- 1992: Il ventre del lago (Boy's Life) di Robert McCammon
  - Hunting the Ghost Dancer di A.A. Attanasio
  - The Paper Grail di James P. Blaylock
  - Bone Dance di Emma Bull
  - Outside the Dog Museum di Jonathan Carroll
  - The Little Country di Charles de Lint
- 1993: L'ultima chiamata (Last Call) di Tim Powers
  - Anno Dracula (Anno Dracula) di Kim Newman
  - Was di Geoff Ryman
  - Photographing Fairies di Steve Szilagyi
  - Briar Rose di Jane Yolen
- 1994: Visioni rock (Glimpses) di Lewis Shiner
  - The Innkeeper's Song di Peter S. Beagle
  - Drawing Blood di Poppy Z. Brite
  - Skin di Kathe Koja
  - The Throat di Peter Straub
  - Cuore d'acciaio (The Iron Dragon's Daughter) di Michael Swanwick
  - Lord of the Two Lands di Judith Tarr
- 1995: L'ultimo viaggio di Dio (Towing Jehovah) di James Morrow
  - Fragili stagioni (Brittle Innings) di Michael Bishop
  - Gli artigli degli angeli (From The Teeth of Angels) di Jonathan Carroll
  - Love & Sleep di John Crowley
  - Waking the Moon di Elizabeth Hand
  - The Circus of the Earth and the Air di Brooke Stevens
- 1996: The Prestige di Christopher Priest
  - All the Bells on Earth di James P. Blaylock
  - Terra rossa e pioggia scrosciante (Red Earth and Pouring Rain) di Vikram Chandra
  - The Silent Strength of Stones di Nina Kiriki Hoffman
  - Requiem di Graham Joyce
  - Expiration Date di Tim Powers
- 1997: Godmother Night di Rachel Pollack
  - Shadow of Ashland di Terence M. Green
  - The Bear Went Over the Mountain di William Kotzwinkle
  - Il 37° mandala (The 37th Mandala) di Marc Laidlaw
  - Il gioco del trono (A Game of Thrones) di George R. R. Martin
  - The Golden Key di Melanie Rawn, Jennifer Roberson e Kate Elliott
  - Devil's Tower di Mark Sumner
- 1998: The Physiognomy di Jeffrey Ford
  - Trader di Charles de Lint
  - American Goliath di Harvey Jacobs
  - The Gift di Patrick O'Leary
  - Dry Water di Eric S. Nylund
- 1999: The Antelope Wife di Louise Erdrich[3]
  - Someplace to Be Flying di Charles de Lint
  - Sailing to Sarantium di Guy Gavriel Kay
  - Mockingbird di Sean Stewart
  - The Martyring di Thomas Sullivan
- 2000: Thraxas di Martin Scott
  - Tamsin di Peter S. Beagle
  - The Rainy Season di James P. Blaylock
  - I giardini della Luna (Gardens of the Moon) di Steven Erikson
  - A Witness To Life di Terence M. Green
  - A Red Heart of Memories di Nina Kiriki Hoffman
- 2001: Declare di Tim Powers
  - Galveston di Sean Stewart
  - The Grand Ellipse di Paula Volsky
  - Il cannocchiale d'ambra (The Amber Spyglass) di Philip Pullman
  - Lord of Emperors di Guy Gavriel Kay
  - Perdido Street Station (Perdido Street Station) di China Miéville
- 2002: I venti di Earthsea (The Other Wind) di Ursula K. Le Guin
  - American Gods (American Gods) di Neil Gaiman
  - Brown Harvest di Jay Russell
  - L'ombra della maledizione (The Curse of Chalion) di Lois McMaster Bujold
  - Ritornati dalla polvere (From the Dust Returned) di Ray Bradbury
  - The Onion Girl di Charles de Lint
  - Il mare di legno (The Wooden Sea) di Jonathan Carroll
- 2003: The Facts of Life di Graham Joyce
  - La città di luce e d'ombra (Ombria in Shadow) di Patricia A. McKillip
  - Il ritratto di Mrs Charbuque (The Portrait of Mrs. Charbuque) di Jeffrey Ford
  - Fitcher's Brides di Gregory Frost
  - La città delle navi (The Scar) di China Miéville
- 2004: Tooth and Claw di Jo Walton
  - The Etched City di K.J. Bishop
  - Fudoki di Kij Johnson
  - The Light Ages di Ian R. MacLeod
  - Veniss Underground di Jeff VanderMeer
- 2005: Jonathan Strange & il signor Norrell (Jonathan Strange & Mr Norrell) di Susanna Clarke
  - The Runes of the Earth di Stephen R. Donaldson
  - Il treno degli dèi (Iron Council) di China Miéville
  - Perfect Circle di Sean Stewart
  - The Wizard Knight di Gene Wolfe
- 2006: Kafka sulla spiaggia (Umibe no Kafuka) di Haruki Murakami
  - Vellum di Hal Duncan
  - Lunar Park (Lunar Park) di Bret Easton Ellis
  - The Limits of Enchantment di Graham Joyce
  - Od Magic di Patricia A. McKillip
  - A Princess of Roumania di Paul Park
- 2007: Soldier of Sidon di Gene Wolfe
  - La storia di Lisey (Lisey's Story) di Stephen King
  - The Privilege of the Sword di Ellen Kushner
  - Gli inganni di Locke Lamora (The Lies of Locke Lamora) di Scott Lynch
  - The Orphan's Tales: In the Night Garden di Catherynne M. Valente
- 2008: Ysabel di Guy Gavriel Kay
  - Territory di Emma Bull
  - Fangland di John Marks
  - Gospel of the Knife di Will Shetterly
  - The Servants di Michael Marshall Smith
- 2009: The Shadow Year di Jeffrey Ford ex aequo Tender Morsels di Margo Lanagan
  - The House of the Stag di Kage Baker
  - Il figlio del cimitero (The Graveyard Book) di Neil Gaiman
  - Pandemonium di Daryl Gregory
- 2010: La città e la città (The City & The City) di China Miéville
  - Blood of Ambrose di James Enge
  - The Red Tree di Caitlín R. Kiernan
  - Finch di Jeff VanderMeer
  - In Great Waters di Kit Whitfield
- 2011: Who Fears Death di Nnedi Okorafor
  - Zoo City di Lauren Beukes
  - I centomila regni di N. K. Jemisin
  - The Silent Land di Graham Joyce
  - Under Heaven di Guy Gavriel Kay
  - Redemption In Indigo di Karen Lord
- 2012: Wanted (Osama) di Lavie Tidhar
  - Those Across the River di Christopher Buehlman
  - 22/11/'63 (11/22/63) di Stephen King
  - A Dance with Dragons, George R.R. Martin (Bantam; Harper Voyager UK)
  - Un altro mondo (Among Others) di Jo Walton
- 2013: Alif l'invisibile (Alif the Unseen) di G. Willow Wilson
  - La luna che uccide di N. K. Jemisin
  - Some Kind of Fairy Tale di Graham Joyce
  - The Drowning Girl di Caitlin R. Kiernan
  - Crandolin di Anna Tambour
- 2014: A Stranger in Olondria di  Sofia Samatar
  - Dust Devil on a Quiet Street di Richard Bowes
  - The Golem and the Jinni di Helene Wecker
  - The Land Across di Gene Wolfe
  - A Natural History of Dragons: A Memoir by Lady Trent di Marie Brennan
  - L'oceano in fondo al sentiero (The Ocean at the End of the Lane) di Neil Gaiman
- 2015: Le ore invisibili (The Bone Clocks) di David Mitchell
  - Trilogia dell'Area X (Area X: The Southern Reach Trilogy) di Jeff VanderMeer
  - City of Stairs di Robert Jackson Bennett
  - The Goblin Emperor di Katherine Addison
  - My Real Children di Jo Walton
- 2016: The Chimes di Anna Smaill
  - Il gigante sepolto (The Buried Giant) di Kazuo Ishiguro
  - La quinta stagione di N. K. Jemisin
  - Nel buio della mente (A Head Full of Ghosts) di Paul Tremblay
  - Savages di K.J. Parker
  - Uprooted di Naomi Novik
- 2017: The Sudden Appearance of Hope di Claire North
  - Borderline di Mishell Baker
  - Lovecraft Country di Matt Ruff
  - Il portale degli obelischi di N. K. Jemisin
  - Roadsouls di Betsy James
- 2018: Favola di New York (The Changeling) di Victor LaValle ex aequo Jade City di Fonda Lee
  - Ka: Dar Oakley in the Ruin of Ymir di John Crowley
  - The Strange Case of the Alchemist’s Daughter di Theodora Goss
  - La straordinaria famiglia Telemachus (Spoonbenders) di Daryl Gregory
  - The City of Brass di S. A. Chakraborty
- 2019: Witchmark di C. L. Polk
  - In the Night Wood di Dale Bailey
  - The Mere Wife di Maria Dahvana Headley
  - La guerra dei papaveri di R. F. Kuang
  - Trail of Lightning di Rebecca Roanhorse
- 2020: Queen of the Conquered di Kacen Callender
  - Le diecimila porte di January di Alix E. Harrow
  - La torre del corvo di Ann Leckie
  - Gideon la nona di Tamsyn Muir
  - L'isola dei senza memoria (The Memory Police) di Yōko Ogawa
- 2021: Trouble the Saints di Alaya Dawn Johnson[4]
  - Piranesi di Susanna Clarke
  - The Only Good Indians di Stephen Graham Jones
  - Mexican Gothic di Silvia Moreno-Garcia
  - The Midnight Bargain di C. L. Polk
- 2022: Il trono di gelsomino di Tasha Suri[5]
  - Black Water Sister di Zen Cho
  - The City Beautiful di Aden Polydoros
  - La casa in fondo a Needless Street (The Last House on Needless Street) di Catriona Ward
  - A Master of Djinn di P. Djèlí Clark
- 2023: Saint Death’s Daughter di C. S. E. Cooney[6]
  - Babel. Una storia arcana (Babel) di R. F. Kuang
  - The Ballad of Perilous Graves di Alex Jennings
  - Siren Queen di Nghi Vo
  - Spear di Nicola Griffith
- 2024: The Reformatory di Tananarive Due[7]
  - Looking Glass Sound di Catriona Ward
  - The Possibilities di Yael Goldstein-Love
  - Shigidi and the Brass Head of Obalufon di Wole Talabi
  - Starling House di Alix E. Harrow
  - Witch King di Martha Wells